# Haplochromis vonlinnei
Haplochromis vonlinnei ist eine extrem seltene oder bereits ausgestorbene Buntbarschart aus dem Victoriasee. Sie ist nach dem Begründer der modernen Taxonomie, dem schwedischen Naturforscher Carl von Linné, benannt. In ihrer Einleitung zur Erstbeschreibung bedauern die Autoren, dass von den ursprünglich 26 Fischarten, die nach Linné benannt wurden, nur eine auch heute noch als gültig angesehen wird, während die übrigen mit anderen Arten synonymisiert wurden. Mit Haplochromis vonlinnei sollte Linné durch eine zweite gültige Art geehrt werden. Die Beschreibung der Art erfolgte anhand von fünf Exemplaren, die zwischen 1978 und 1980 im Golf von Mwanza im südlichen Teil des Victoriasees gefangen wurden. Es sind die einzigen bis heute bekannten Exemplare der Art.

## Merkmale
Haplochromis vonlinnei wird maximal 15,9 cm lang. Sein Körper ist mäßig langgestreckt, das obere Kopfprofil sanft gerundet. Die Schnauze ist relativ spitz, die Zähne sind stark gebogen. Die Art zeigt eine bräunlich-graue Grundfärbung, der Kiemendeckel und die oberen Körperseiten schimmern goldbraun. Auf der Mitte der Flanken zeigt sich ein deutliches, dunkles Längsband, das bei Männchen breiter als bei den Weibchen ist. Ein weiteres dunkles Längsband liegt direkt unterhalb der Rückenflosse.

## Lebensweise
Haplochromis vonlinnei wurde nur im tansanischen Teil des Victoriasees im Golf von Mwanza gefunden. In den Därmen der untersuchten Exemplare wurden Überreste kleinerer haplochrominer Buntbarsche gefunden, woraus geschlossen wird, dass es sich bei Haplochromis vonlinnei um einen spezialisierten Fischfresser handelt.

## Gefährdung
Die IUCN ordnet Haplochromis vonlinnei als vom Aussterben bedroht („critically endangered“) ein, räumt jedoch ein, dass sie inzwischen möglicherweise ausgestorben ist („possibly extinct“). Als Grund für die Bedrohung bzw. das Aussterben wird die Einführung des Nilbarschs (Lates niloticus), eines großen Raubfischs, in den See genannt. Die fünf für die Erstbeschreibung untersuchten Exemplare sind die einzigen jemals gefundenen Exemplare der Art.